# Xian autonome hani, yi et dai de Yuanjiang
Pour les articles homonymes, voir Yuanjiang.
Le xian autonome hani, yi et dai de Yuanjiang (元江哈尼族彝族傣族自治县 ; pinyin : Yuánjiāng hānízú yízú dǎizú Zìzhìxiàn) est un district administratif de la province du Yunnan en Chine. Il est placé sous la juridiction de la ville-préfecture de Yuxi.

## Démographie
La population du district était de 189 773 habitants en 1999.